# Prævention
 Denne artikel bør gennemlæses af en person med fagkendskab for at sikre den faglige korrekthed.

Prævention (af latin praevenire – at komme foran) betyder forebyggelse. I Danmark bruges begrebet først og fremmest indenfor medicin og juraen. I medicinsk betydning er det beskyttelse mod uønsket graviditet, men i de senere år har denne definition i stigende grad blevet udvidet til også (eller udelukkende) at fokusere på forebyggelse af kønssygdomme. I den sidste betydning vil begrebet sikker sex være synonymt med prævention.
Udtrykket familieplanlægning anvendes som regel med samme betydning som prævention.
Prævention består i en fysisk eller kemisk hindring af at sædcellen når frem til ægget og befrugter det.

## Prævention til kvinder
Der findes flere forskellige præventionsmidler til kvinder. Det er individuelt fra person til person, hvilket præventionsmiddel der passer bedst til hvert individ. Hormonelle præventionsmidler er den mest effektive måde at forebygge graviditet. Den kombinerede p-pille, minipiller, svangerskabsforebyggende plaster og svangerskabsforebyggende ring giver 99% effektiv beskyttelse mod graviditet og bruges af millioner af kvinder over hele verden til at kunne forhindre graviditet. Dog er disse præventionsmidler ikke de eneste man kan få. Her er der en oversigt over de forskellige præventionsformer man kan anvende: 
- Kondom
  - Ved at anvende kondom, beskytter man både mod uønsket graviditet, samt kønssygdomme. Kondomet bruges oftest af unge, folk med skiftende partner, beskyttelse mod kønssygdomme eller voksne som ikke ønsker at benytte prævention med hormoner eller spiral.

- P-piller:
  - P-piller, som også er kendt som den kombineret p-pille, indeholder et højt indhold af de to hormoner østrogen og gestagen, hvilket øger sikkerheden for uønsket graviditet. Der ud over, kan man med denne type prævention også udsætte sin menstruation, hvis den skulle komme på et ubelejligt tidspunkt.

- Minipiller
  - I modsætning til den kombineret p-pille, indeholder minipiller kun et kønshormon, gestagen. Ved at pillen kun indeholder et hormon mindsker man risikoen for bivirkninger. Derfor egner disse piller sig godt til kvinder over 35 år.

- P-ring
  - P-ring, også kaldet vaginalring, indeholder både hormonerne østrogen og gestagen, som p-piller også gør. Denne type prævention fraskiller sig fra p-piller og minipiller, da denne ring sættes op i skeden, hvor de andres tages oralt.

- P-plaster
  - P-plaster, også kaldet præventionsplaster, er et præventionsmiddel der indeholder både hormonet østrogen og gestagen. P-plasteret forhindre ægløsning ved at optage hormonerne gennem huden.

- P-stav(præventionsstav):
  - P-staven indeholder hormonet gestagen, og forhindrer ægløsning. Denne præventionstype udskiller sig fra de andre, da p-staven bliver sat ind i armen. P-staven bliver skudt ind i armen af ens læge.

- Spiral
  - En spiral er en stav der lægges op i livmoderen, hvor den konstant sider I 3-5 år. Denne spiral sættes op af en læge. Man kan både få en hormonspiral og en kobberspiral. Forskellen på disse to er: hormonspiralen indeholder hormone gestagen og kobberspiralen indeholder kun kobber og ingen hormoner.

- Pessar
  - Pessar er en lille, rund elastisk plastikring som man smører ind i sæddræbende creme. Derefter sættes pessaret op i toppen af skeden for at forhindre graviditet.

- Femidom
  - Femidom er et kvindeligt kondom, som beskytter mod kønssygdomme og graviditet.

- Sterilisation
  - Ved sterilisation hos en kvinde, laver man små snit i bugvæggen i underlivet. Derved lukker man for passage gennem æggelederne. Det vil sige, at sædcellen forhindres I af nå frem til det befrugtede æg.[2]

- Sikker periode
- Sæddræbende creme

## Svangerskabsafbrydende midler
Selvom disse ikke strengt taget er prævention, da de benyttes under eller efter befrugtning, så listes de alligevel her.
- Nødprævention (fortrydelsespille)

- Abort

## Prævention til mænd
- Kondom
- Sterilisation
- Coitus interruptus (afbrudt samleje)